# Wish You Were Gay
«Wish You Were Gay» (стилизовано как wish you were gay; с англ. — «лучше бы ты был геем») — песня американской певицы Билли Айлиш, вышедшая 4 марта 2019 года в качестве 4-го сингла с дебютного студийного альбома When We All Fall Asleep, Where Do We Go? (2019).

## История
Билли Айлиш рассказала, что она была вдохновлена, чтобы написать «Wish You Were Gay» («Лучше б ты был геем») ещё в возрасте 14 лет, когда она «безумно любила мальчика». В июле 2018 года Айлиш исполнила акустический фрагмент трека на Instagram Stories. Певица заявила, что её влюблённость «действительно не интересовала» её, и она хотела, чтобы «он был геем, чтобы он не любил [её] по реальной причине, а не по факту, что он не любил [её]». И добавила, что этот мальчик действительно был геем.
«Wish You Were Gay» написана в тональности соль мажор с темпом 118 ударов в минуту. Вокал Айлиш охватывает диапазон от G3 до D5 и следует основной последовательности Am-D7-Gmaj7-Em. Песню описывают как поп-композицию.
Текст песни сосредоточен вокруг разочарования Айлиш в том, что в любви нет взаимности, и на её желании, чтобы он был геем, чтобы «пощадить [её] гордость» и «дать [его] отсутствию интереса к [ней] хоть какое-то объяснение».

## Творческая группа
Сведения взяты c сервиса Tidal.
- Билли Айлиш — вокал, автор песни
- Финнеас О'Коннелл — продюсер, автор песни
- Роб Кинельски — сведе́ние
- Джон Гринхэм — мастеринг

## Чарты
| Чарт (2019—2020)                                | Высшая позиция |
| ----------------------------------------------- | -------------- |
| Австралия (ARIA)                                | 5              |
| Австрия (Ö3 Austria Top 40)                     | 16             |
| Бельгия/Фландрия (Ultratop 50)                  | 45             |
| Бельгия/Валлония (Ultratip Bubbling Under)      | 7              |
| Канада (Billboard Canadian Hot 100)             | 12             |
| Чехия (Singles Digitál Top 100)                 | 6              |
| Дания (Tracklisten)                             | 12             |
| Финляндия (Suomen virallinen lista)             | 16             |
| Франция (SNEP)                                  | 20             |
| Германия (GfK)                                  | 52             |
| Венгрия (Single Top 40)                         | 34             |
| Венгрия (Stream Top 40)                         | 5              |
| Ирландия (IRMA)                                 | 6              |
| Италия (FIMI)                                   | 69             |
| Латвия (LAIPA)                                  | 2              |
| Литва (AGATA)                                   | 2              |
| Малайзия (RIM)                                  | 13             |
| Нидерланды (Single Top 100)                     | 35             |
| Новая Зеландия (Recorded Music NZ)              | 2              |
| Норвегия (VG-lista)                             | 14             |
| Португалия (AFP)                                | 13             |
| Шотландия (OCC Scotland)                        | 62             |
| Сингапур (RIAS)                                 | 18             |
| Словакия (Singles Digitál Top 100)              | 3              |
| Республика Корея (Gaon)                         | 162            |
| Испания (PROMUSICAE)                            | 54             |
| Швеция (Sverigetopplistan)                      | 13             |
| Швейцария (Schweizer Hitparade)                 | 46             |
| Великобритания (OCC UK Singles)                 | 13             |
| США (Billboard Hot 100)                         | 31             |
| США (Alternative Digital Song Sales, Billboard) | 5              |
| США (Pop Digital Song Sales, Billboard)         | 21             |

| Чарт (2019)                        | Позиция |
| ---------------------------------- | ------- |
| Австралия (ARIA)                   | 79      |
| Латвия (LAIPA)                     | 73      |
| Новая Зеландия (Recorded Music NZ) | 42      |
| Португалия (AFP)                   | 134     |

## Сертификации
| Регион | Сертификация | Продажи   |
| --- | ------------ | --------- |
| Австралия (ARIA) | Платиновый   | 70 000    |
| Австрия (IFPI Austria) | Золотой      | 15 000    |
| Канада (Music Canada) | Золотой      | 40 000    |
| Мексика (AMPROFON) | Платиновый   | 60 000    |
| Новая Зеландия (RMNZ) | Золотой      | 15 000    |
| Португалия (AFP) | Золотой      | 10,000    |
| Великобритания (BPI) | Платиновый   | 600 000   |
| США (RIAA) | Платиновый   | 1 000 000 |
| * Данные о продажах приведены только на основе сертификации. · ^ Данные о тиражах приведены только на основе сертификации. · Данные о продажах + прослушиваниях приведены только на основе сертификации. |              |           |